# Oskar von Meerscheidt-Hüllessem

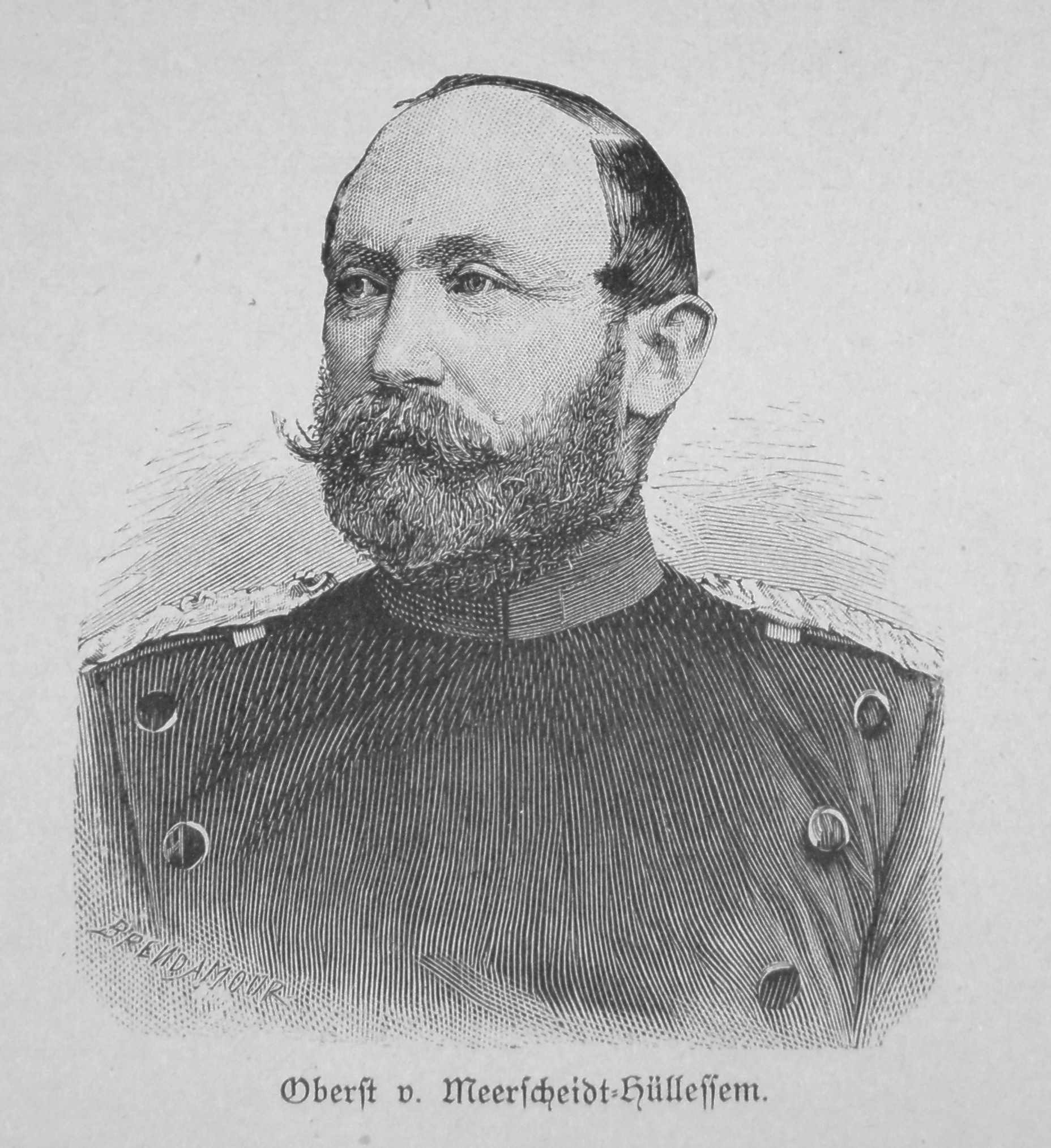
Von Meerscheidt-Hüllessem năm 1871

Gustav Adolf Oskar Wilhelm Freiherr von Meerscheidt-Hüllessem (15 tháng 10 năm 1825 tại Berlin – 26 tháng 12 năm 1895 tại Berlin) là một sĩ quan quân đội Phổ, đã được thăng đến cấp Thượng tướng Bộ binh. Ông từng tham chiến trong ba cuộc chiến tranh thống nhất nước Đức từ năm 1864 cho đến năm 1871, và là Chỉ huy trưởng Quân đoàn Vệ binh kể từ năm 1888 cho đến khi ông nghỉ hưu vào năm 1893.

## Tiểu sử

### Thân thế
Oskar chào đời vào tháng 10 năm 1825, là con trai của cựu Thiếu tá Paul Wilhelm von Meerscheidt-Hüllessem (6 tháng 9 năm 1791 tại Berlin – 9 tháng 10 năm 1848 tại Stargard), người đã từng phục vụ Trung đoàn Bộ binh số 21, với bà vợ của ông này là Ehefrau Karoline Wilhelmine Ernestine Pauline Klara, nhũ danh von Bredow (28 tháng 5 năm 1797 tại Buchow-Karpzow – 2 tháng 8 năm 1835 tại Küstrin).

### Sự nghiệp quân sự
Từ năm 1838, Meerscheidt-Hüllessem được đào tạo tại trường Thiếu sinh quân Potsdam, sau đó ông chuyển sang Trường Thiếu sinh quân Berlin. Theo yêu cầu của thân phụ ông, ông rời khỏi Trường Thiếu sinh quân vào ngày 22 tháng 8 năm 1843 và nhập ngũ quân đội Phổ với vai trò là ứng viên sĩ quan (Fahnenjunker) trong Trung đoàn Bộ binh số 21 tại Thorn. Vào năm 1845, ông được phong quân hàm Danh dự (Charakter) Thiếu úy, sau đó vào ngày 23 tháng 5 năm 1846, Meerscheidt-Hüllessem được cấp văn bằng chính thức xác nhận cấp hàm của ông. Trong cuộc Cách mạng Đức năm 1848, ông tham gia dập tắt cuộc nổi dậy của người Ba Lan tại Posen. Tiếp sau đó, vào năm 1857, Meerscheidt-Hüllessem được thăng hàm Trung úy rồi vào năm 1859 ông lên quân hàm Đại úy. Thoạt tiên, ông được đổi sang Trung đoàn Bộ binh số 24, nhưng sau cuộc tái tổ chức các lực lượng Phổ năm 1860, ông vào Trung đoàn Bộ binh số 64.
Sau đó, trên cương vị là một Đại đội trưởng trong trung đoàn của mình, ông đã tham gia cuộc chiến tranh chống Đan Mạch vào năm 1864, và thể hiện tài năng của mình trong trận đột chiếm Düppel.
Tiếp theo đó, trong cuộc Chiến tranh Áo-Phổ vào năm 1866, ông gia nhập Trung đoàn Phóng lựu số 5, một phần thuộc biên chế của Quân đoàn I, với cấp bậc Thiếu tá và Tiểu đoàn trưởng, tham chiến trên chiến trường Böhmen. Khi cuộc Chiến tranh Pháp-Đức (1870 – 1871) bùng nổ, ông được bổ nhiệm làm Chỉ huy tạm quyền (Führer) của Trung đoàn Bộ binh số 41, tiếp theo đó ông được thăng cấp Đại tá và Trung đoàn trưởng vào ngày 18 tháng 1 năm 1871, cùng ngày với lễ thành lập Đế quốc Đức tại cung điện Versailles (Pháp). Ông đã tham gia các chiến dịch của Tập đoàn quân số 1 phía trước Metz và ở miền Bắc Pháp. Đến năm 1872, Meerscheidt-Hüllessem được đổi làm Tư lệnh của Trung đoàn Phóng lựu Cận vệ số 3 Vương hậu Elisabeth trong Quân đoàn Vệ binh, sau đó ông được lãnh chức Lữ trưởng của Lữ đoàn Bộ binh số 11 tại kinh đô Berlin vào năm 1874. Sau khi được thăng quân hàm Thiếu tướng, ông trở lại Quân đoàn Vệ binh vào tháng 10 năm 1875 với chức vụ Lữ đoàn trưởng. Năm 1880, ông làm Thống lĩnh quân đội ở Berlin trong một khoảng thời gian và trong cùng năm đó, ông được bổ nhiệm làm Chỉ huy tạm quyền của Sư đoàn số 30.
Vào năm 1881, Meerscheidt-Hüllessem được phong cấp hàm Trung tướng, rồi vào năm 1882, ông được ủy nhiệm làm Sư trưởng của Sư đoàn số 28. Sau khi ông trở thành Tư lệnh của Quân đoàn V vào năm 1886 (đóng quân tại Posen), ông được thăng cấp bậc Thượng tướng Bộ binh vào ngày 14 tháng 4 năm 1888 rồi được lãnh chức Tướng tư lệnh của Quân đoàn Vệ binh cùng năm đó, thay thế tướng Alexander von Pape. Vào ngày 2 tháng 9 năm 1890, ông được phong chức Trưởng Đại tá (Chef) của Trung đoàn Bộ binh số 41 "von Boyen" (số 5 Đông Phổ). Để ghi nhận sự nghiệp phục vụ lâu dài của ông trong quân đội Đức, ông được tặng thưởng Đại Thập tự của Huân chương Đại bàng Đỏ đính kèm Bó sồi rồi vào ngày 22 tháng 8 năm 1891, ông được phong tước Hiệp sĩ của Huân chương Đại bàng Đen.
Vào ngày 6 tháng 5 năm 1893, Meerscheidt-Hüllessem được xuất ngũ (zur Disposition) với một khoản lương hưu. Hai năm sau, ông từ trần tại Berlin năm 1895, và được chôn cất trong nghĩa trang Invalidenfriedhof của thành phố. Ông không hề lập gia đình.